# Список умерших в 638 году

## Октябрь
- 12 октября — Гонорий I, Римский Папа (625—638).

## Декабрь
- 9 декабря — Сергий I, патриарх Константинопольский (610—638).

## Дата смерти неизвестна или требует уточнения
- Абу Убайда ибн аль-Джаррах, исламский полководец и политический деятель, один из ближайших сподвижников пророка Мухаммеда.
- Аэд, король Лейнстера.
- Муаз ибн Джабаль, сподвижник пророка Мухаммеда, факих, чтец Корана и мухаддис.
- Ройд ап Рин, король Регеда (616—638).
- Софроний Иерусалимский, иерусалимский патриарх.